# لیسا کودرو
لیسا والری کودرو (به انگلیسی: Lisa Valerie Kudrow) (زاده ۳۰ ژوئیه ۱۹۶۳) بازیگر، کمدین، نویسنده و تهیه‌کننده آمریکایی است. او برنده جایزه امی شده‌است و برای بازی در نقش فیبی بوفی در سریال مشهور دوستان معروف گردید.

## گزیدهٔ آثار

### سینما
- هکس (۱۹۹۷)
- نقطه مقابل سکس (۱۹۹۸)
- تحلیل این (۱۹۹۹)
- قطع کردن (۲۰۰۰)
- اعداد شانس (۲۰۰۰)
- واق! (۲۰۰۲)
- تحلیل آن (۲۰۰۲)
- سرزمین عجایب (۲۰۰۳)
- پایان خوش (۲۰۰۵)
- پی‌نوشت: دوستت دارم (۲۰۰۷)
- مرد کاغذی (۲۰۰۹)
- بندسلم (۲۰۰۹)
- ایزی ای (۲۰۱۰)
- بچه رئیس (۲۰۱۷)

### تلویزیون
- فرندز (۱۹۹۴–۲۰۰۴)
- بوجک هورسمن
- نیروی فضایی (۲۰۲۰)[۱]